# Ride (Cary Brothers)
Ride è un maxi singolo del cantautore statunitense Cary Brothers, pubblicato nel 2008. Gran parte delle tracce sono dei remix del DJ Tiësto.

## Tracce
CD, Maxi
1. Ride – 3:41
2. Ride (Tiësto extended remix) – 7:05
3. Ride (Tiësto radio edit) – 3:41
4. Ride (live) – 3:32
5. Ride (video) – 3:32
6. Ride (Tiësto radio edit, video) – 3:40

CD, Maxi, Promo
1. Ride (Tiësto extended remix) – 7:05
2. Ride (Tiësto radio edit) – 3:41
3. Ride (video) – 3:32

CD, Maxi
1. Ride (Tiësto radio edit) – 3:42
2. Ride – 3:39
3. Ride (Tiësto extended remix) – 7:00
4. Ride (video) – 3:32

12" Vinyl
1. Ride (Tiësto extended remix) – 7:05
2. Ride (Tiësto radio edit) – 3:41

iTunes
1. Ride – 3:41
2. Ride (live) – 3:32